# Samsung S400i
Samsung S400i – telefon komórkowy marki Samsung.

## Dane techniczne
- CSD
- GPRS Class 10
- EDGE
- WAP 2.0
- Bluetooth v1.1
- Aparat cyfrowy VGA 640x480 px, zoom cyfrowy  4x, lampa błysk.
- Video
  - Rozdzielczość - 176x144 px
  - Formaty video - H.263

## Bateria
- Max. czas rozmowy – 180 min. (3,0 h)
- Max. czas czuwania – 150 h (6,3 dni)

## Pozostałe funkcje
- Java
- Kalendarz
- Zegarek
- Budzik
- Stoper
- Alarm
- Kalkulator
- Przelicznik walut
- Organizer